# Pachycephala feminina
Pachycephala feminina là một loài chim trong họ Pachycephalidae.